# Pseudomugil paludicola
Pseudomugil paludicola är en fiskart som beskrevs av Allen och Moore, 1981. Pseudomugil paludicola ingår i släktet Pseudomugil och familjen Pseudomugilidae. Inga underarter finns listade i Catalogue of Life.